# 연대 (군사)

NATO 병과기호 표준에 따른 아군 보병 연대 표시

연대(聯隊, 문화어: 련대, 영어: regiment)는 육군의 부대 편성 단위 중의 하나이다. 근세부터 존재하던 부대 단위이다.

## 구성
제2차 세계 대전 이후 통상적인 1개 연대의 병력은 약 3,000명 내외이다. 연대장에는 보통 대령 계급이 임명되지만, 경우에 따라서는 중령이 임명되기도 한다.
- 연대는 현재까지도 보병, 포병, 기갑, 공병 등 1개 종류의 병과로 편성되는 가장 큰 부대 단위이다. 최근에는 연대 내에 여러 병과를 혼합 편제하는 추세가 강화되면서 이러한 편성 개념이 희미해지고 있다.[1]
- 현대 육군에서는 주로 여러 개의 개별적인 연대를 모아 사단을 편성하며, 사단의 주력 전투수행 부대인 보병과 기갑 연대들을 같은 사단 내의 다른 병과 부대(포병연대, 공병대대, 통신대대 등)들이 지원해 준다.
- 연대는 여단의 하급부대, 대대의 상급부대이지만,[2] 보통은 사단 바로 아래에 연대를 둔다. 미국 해병대, 러시아 육군, 러시아 낙하산군 등이 대표적인데, 연대의 바로 아래에 중대를 두는 편제(프랑스 육군, 일본 육상자위대 등)도 드물지 않다.
- 연대는 제대로 된 본부(사령부)를 둘 수 있는 최소 부대 단위이다. 이 때문에 비교적 세분화된 참모 조직과 직할대를 갖추고 있다.
- 연대(보병연대)에는 같은 병과만 모여 있어서 단독 작전이 힘들기 때문에 거의 대부분 동급의 보조 연대(포병연대)에게 지원을 받는다는 점 때문에 현대 육군 편제에서는 병종(병과)이 서로 다른 대대를 모은 편성 개념이 생겨났다. 따라서 예전에는 단일 병과를 모아 편성하던 연대 및 여단 개념 역시 사단처럼 다수의 병과가 연합된 전투제대(제병협동부대)로 변화했다.
- 대한민국 육군의 경우, 2020년 연말에 상비/지역방위/동원 보병사단 예하에 있던 연대를 여단으로 일괄 개칭하고 부대 편성을 일부 개편하였다.[3] 다만 군단 예하의 특공연대, 육군훈련소의 예하 신병교육연대 등은 연대라는 명칭을 그대로 유지한다.

### 편성 사례
- 연대본부 (연대장, 부연대장, 주임원사 등)
- 연대 참모부 (인사과, 작전과, 정보과, 군수과 등)
- 연대본부중대 (참모부 병력, 경비소대, 수송부 병력 등)
- 제1보병대대 (대대 본부중대 및 제1중대~제4중대)
- 제2보병대대 (대대 본부중대 및 제5중대~제8중대)
- 제3보병대대 (대대 본부중대 및 제9중대~제12중대)
- 연대 직할중대 (통신중대, 의무중대, 전투지원중대, 수색중대 등)

## 같이 보기
- 연대전투단
- 여단